# Желобок (Пензенская область)
Желобок — упразднённый посёлок в Бессоновском районе Пензенской области России. На момент упразднения входил в состав Степановского сельсовета. Упразднён 1988 году.

## География
Посёлок располагался в центральной части области, на безымянном ручье притоке реки Отвель, на расстоянии примерно в 3 километрах по прямой к юго-востоку от села Бакшеевка.

## История
Посёлок возник во 2-й половине 1920-х годов. По данным на 1930-й год входил в состав Бакшеевского сельсовета Пензенского района. В 1955 году значится в составе Селиксенского сельсовет и числился бригадой колхоза имени Чкалова
Решением Пензенского облисполкома от 11.5.1988 г. исключён из учётных данных в связи с выездом населения.

## Население
| 1930 | 1939 | 1959 |
| ---- | ---- | ---- |
| 129  | ↗139 | ↘57  |